# Elemér Gyetvai
Elemér Gyetvai (* 12. Juli 1927 in Kisterenye; † 18. März 1993 in Budapest) war ein ungarischer Tischtennisspieler und -trainer. Er wurde bei der Europameisterschaft 1958 Zweiter im Einzel.

## Werdegang
Von 1950 bis 1957 nahm Elemér Gyetvai fünfmal an Weltmeisterschaften teil. Dabei wurde er 1952 mit der ungarischen Mannschaft Weltmeister. 1953 und 1957 gewann er mit dem Team Silber, 1954 wurde er Vierter. Zudem erreichte er 1957 zusammen mit Ferenc Sidó das Doppel-Halbfinale.
Erfolgreich verlief die Europameisterschaft 1958. Mit der Mannschaft wurde er Europameister, im Einzel holte er nach der Endspielniederlage gegen seinen Landsmann Zoltán Berczik Silber, im Mixed mit Lívia Mossóczy gewann er Bronze.
1956 wurde er in der ITTF-Weltrangliste auf Platz acht geführt.
Mehrfach wurde Elemér Gyetvai ungarischer Meister: 1955 mit der Herrenmannschaft des Vereins Bp. Spartacus SK, 1960 mit dem Verein Vörös Meteor Egyetértés, 1956, 1957 und 1958 im Einzel sowie 1956 und 1957 im Doppel.
1961 beendete Elemér Gyetvai seine aktive Laufbahn. Er ging nach Indonesien, wo er bis 1962 als Trainer arbeitete. Danach wurde er in Ungarn Landesfachinspektor für Tischtennis.

## Turnierergebnisse
| Verband | Veranstaltung       | Jahr | Ort       | Land | Einzel     | Doppel        | Mixed         | Team |
| ------- | ------------------- | ---- | --------- | ---- | ---------- | ------------- | ------------- | ---- |
| HUN     | Europameisterschaft | 1958 | Budapest  | HUN  | Silber     | Viertelfinale | Halbfinale    | 1    |
| HUN     | Weltmeisterschaft   | 1957 | Stockholm | SWE  | letzte 64  | Halbfinale    | Viertelfinale | 2    |
| HUN     | Weltmeisterschaft   | 1954 | Wembley   | ENG  | letzte 16  | letzte 64     | letzte 16     | 4    |
| HUN     | Weltmeisterschaft   | 1953 | Bukarest  | ROU  | letzte 64  | letzte 32     | letzte 32     | 2    |
| HUN     | Weltmeisterschaft   | 1952 | Bombay    | IND  | letzte 32  | letzte 16     | letzte 32     | 1    |
| HUN     | Weltmeisterschaft   | 1950 | Budapest  | HUN  | letzte 128 | letzte 16     | keine Teiln.  |      |